# 型枠
型枠（かたわく、英語:Formwork）とは、液体状材料を固化させる際に、所定の形状になるように誘導する部材、枠組みのこと。コンクリートや発泡スチロールなどの成形に用いられる。砂型成形の場合にも用いられる。

## コンクリート型枠
型枠でコンクリート構造物を造る工法を型枠工法という。 
建物などの設計に経済性と効率性を追求する場合、型枠の材質と転用性および取り扱いの簡易性が重要であるとされる。
また、施工性については取り外しが容易で、モルタルが漏れない構造としなければならない。

### 鋼製型枠
鋼・鋼板により構成された型枠。大きな平面や、平面でなくとも反復した形状等、枠の単価が高価であっても繰り返し使うことで他の型枠との価格差を相殺できるようなコストの面での選択や、反復して使えなくとも木製等の型枠では困難な形状、若しくは圧力が高く他の型枠では耐えられない形状等の強度やデザインの面での選択により採用される事が多い。変形が少なく、凝固した製品の寸法精度が高い為、デザインが規格化されたメーカーの建物や、工場生産のＵ字溝・擁壁・等の大量同形のコンクリート製既成品やプレキャスト製品の生産に多用される。工場生産の際にはコンクリートの品質を落とさずに早く固める為に、主に水蒸気を噴霧してコンクリートの凝固を促進させる事が多い、この際にも鋼製型枠の耐久性が貢献している。デメリットとしては、高価であること、重量がかさむこと、多くの場合再使用が念頭にあるため、清掃や防錆等のメンテナンスが必要となることが挙げられる。

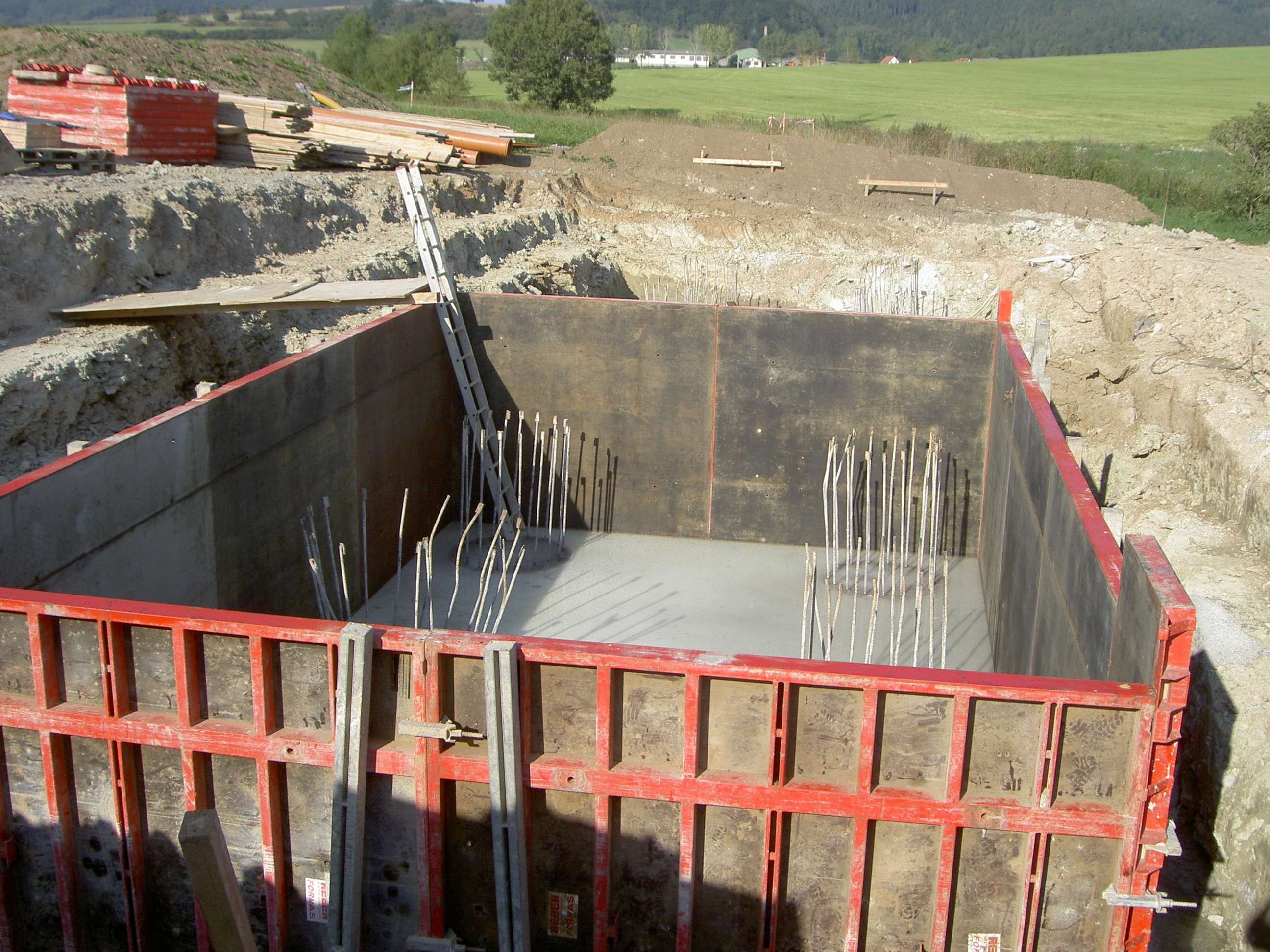
設置された鋼製型枠
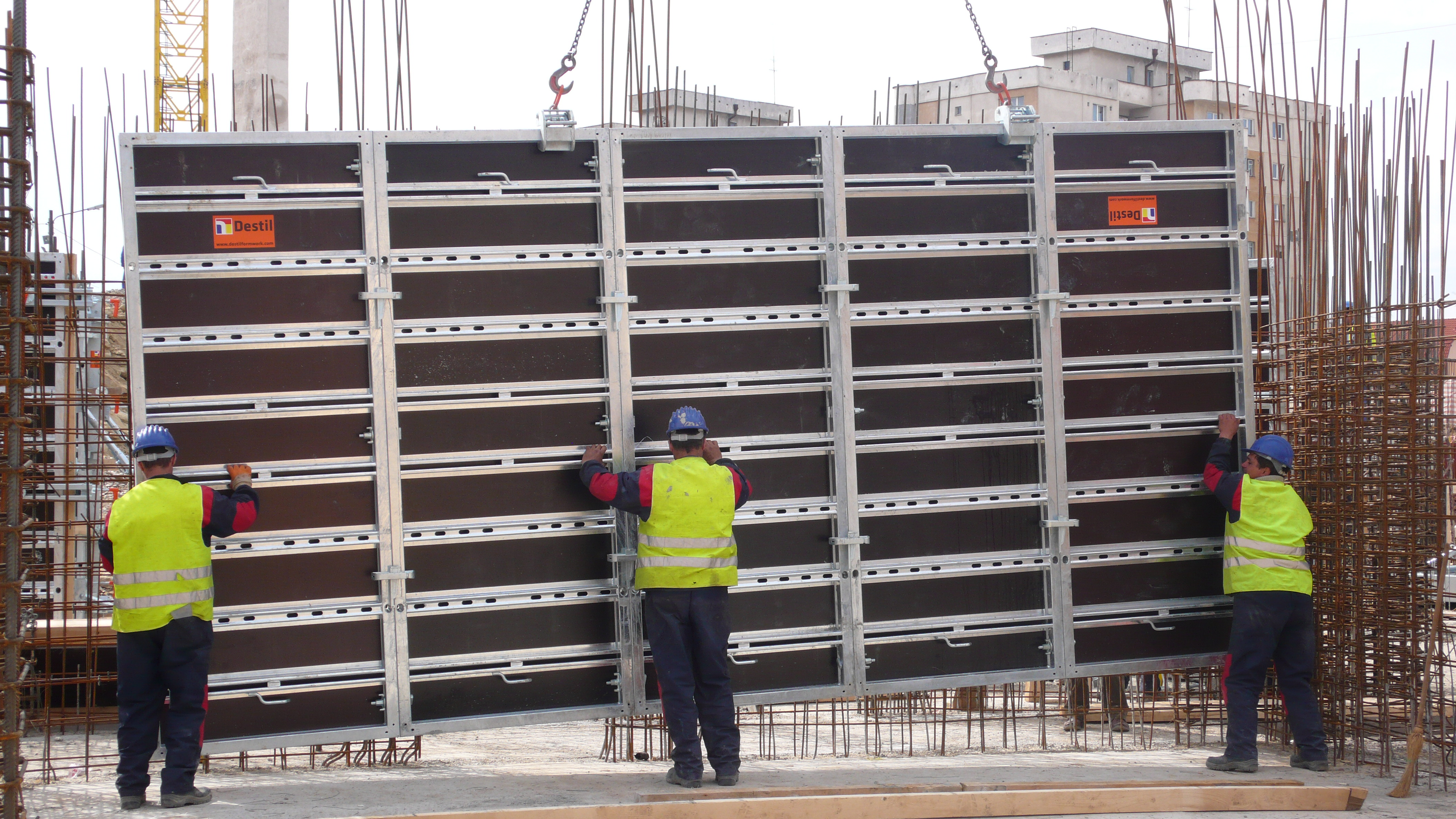
クレーンを使用した鋼製型枠の設置

### 木製型枠

#### 合板型枠
コストパフォーマンスに優れており大規模、小規模にかかわらず多くの構造物の現場施工では、木製型枠が用いられる。木製型枠のほとんどは、厚手のベニヤ板（コンパネ）の片側表面にコンクリートの付着を防ぐよう平滑にする為の塗料が（黄色であることが多い）塗布された合板型枠である。使用の際はコンクリートの付着を更に防ぐために塗料塗布面に無色の剥離剤を塗布することが多い。軽量、ノコギリを用いて任意の大きさや形状に切断ができるメリットがあるが、大型構造物では膨らみによる変形が生じることや、型枠としてリユース、リサイクルは極めて難しい（産業廃棄物としての処分料が嵩む）といったデメリットがある。 
かつて日本国内では、型枠の多くは南洋材（特に熱帯雨林に生育するフタバガキ科樹木）を原料とした合板を使用したため、大量使用が森林資源の枯渇や破壊を招くことという批判があり鋼板、合板のメリットを折衷したアルミニウムや合成樹脂で作られた再生率の高い型枠も開発された。また合板を使うにしてもFSC認証合板の使用や間伐材をそのまま捨て型枠（構造物内に出口の無い空洞等がある場合や人の入るスペースが無い場合に解体せず残置される型枠）として流用する事例も見られている。
なお、2000年代以降はスギなど国産針葉樹を用いた合板が主流となり、2020年代以降は南洋材を用いた合板の生産および型枠への使用は稀有となっている。

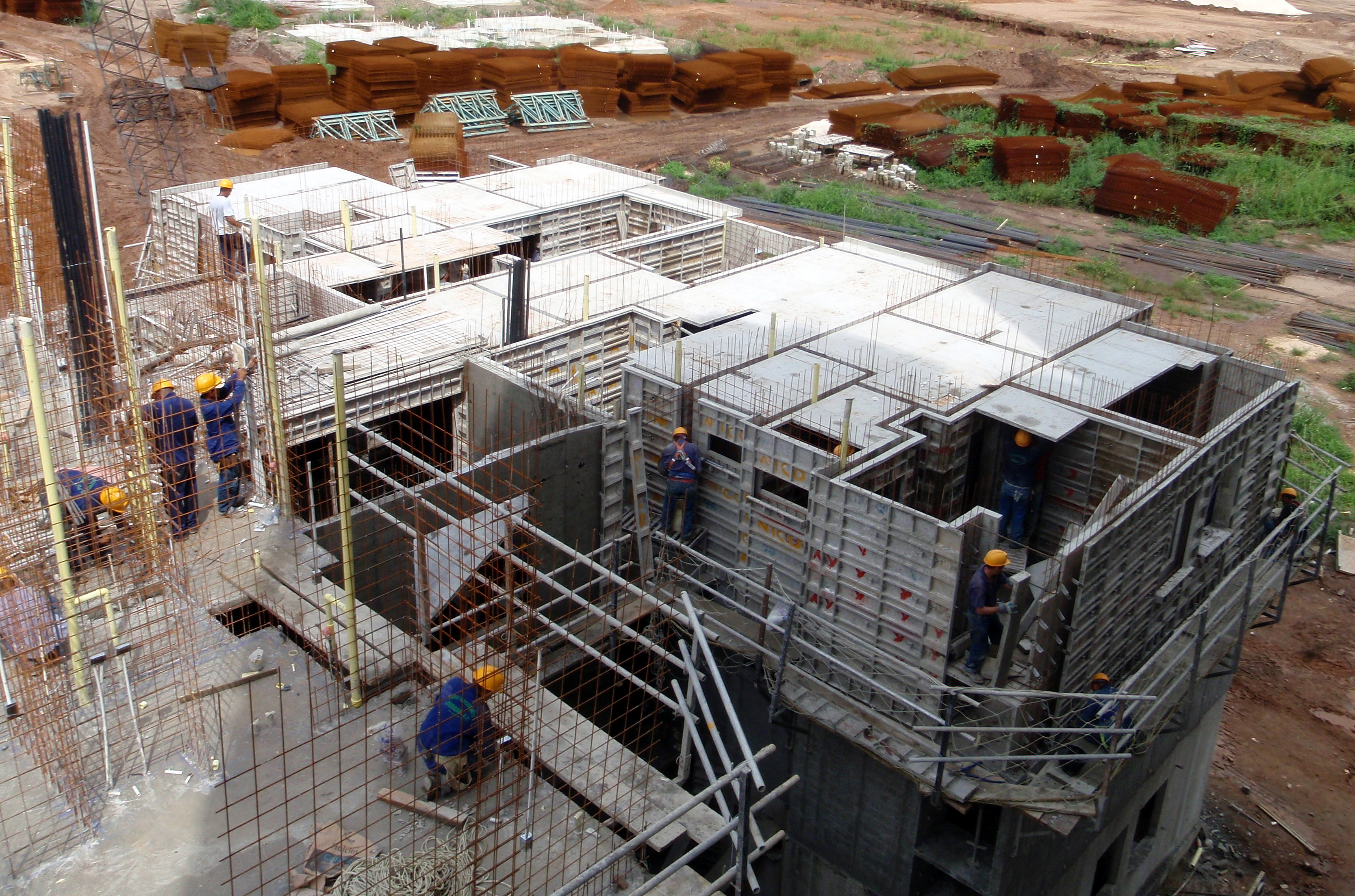
アルミニウム製型枠
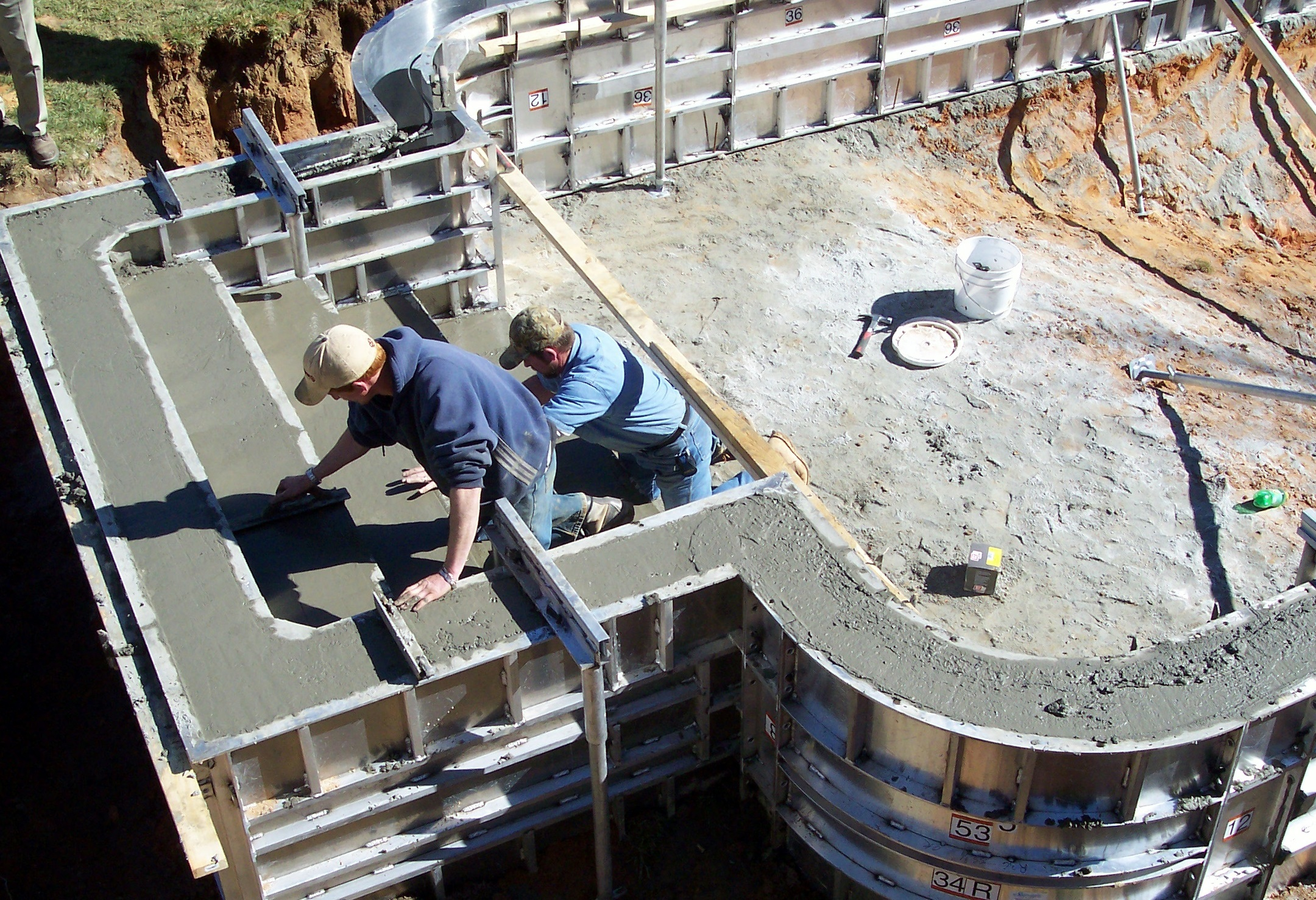
コンクリートが打設されたアルミニウム型枠

#### 丸太型枠
河川や砂防、治山工事で設置する構造物では、間伐材の丸太を組み上げて型枠とする場合がある。単純に丸太を積み上げると隙間ができるため、あらかじめパネル加工を行ったり、防水紙を張り隙間を埋めるなど様々な手法が採られる。丸太は再利用が不可能であるため、打設後は、脱型せずそのまま残存させるため残存型枠とも捨て型枠とも呼ばれる。

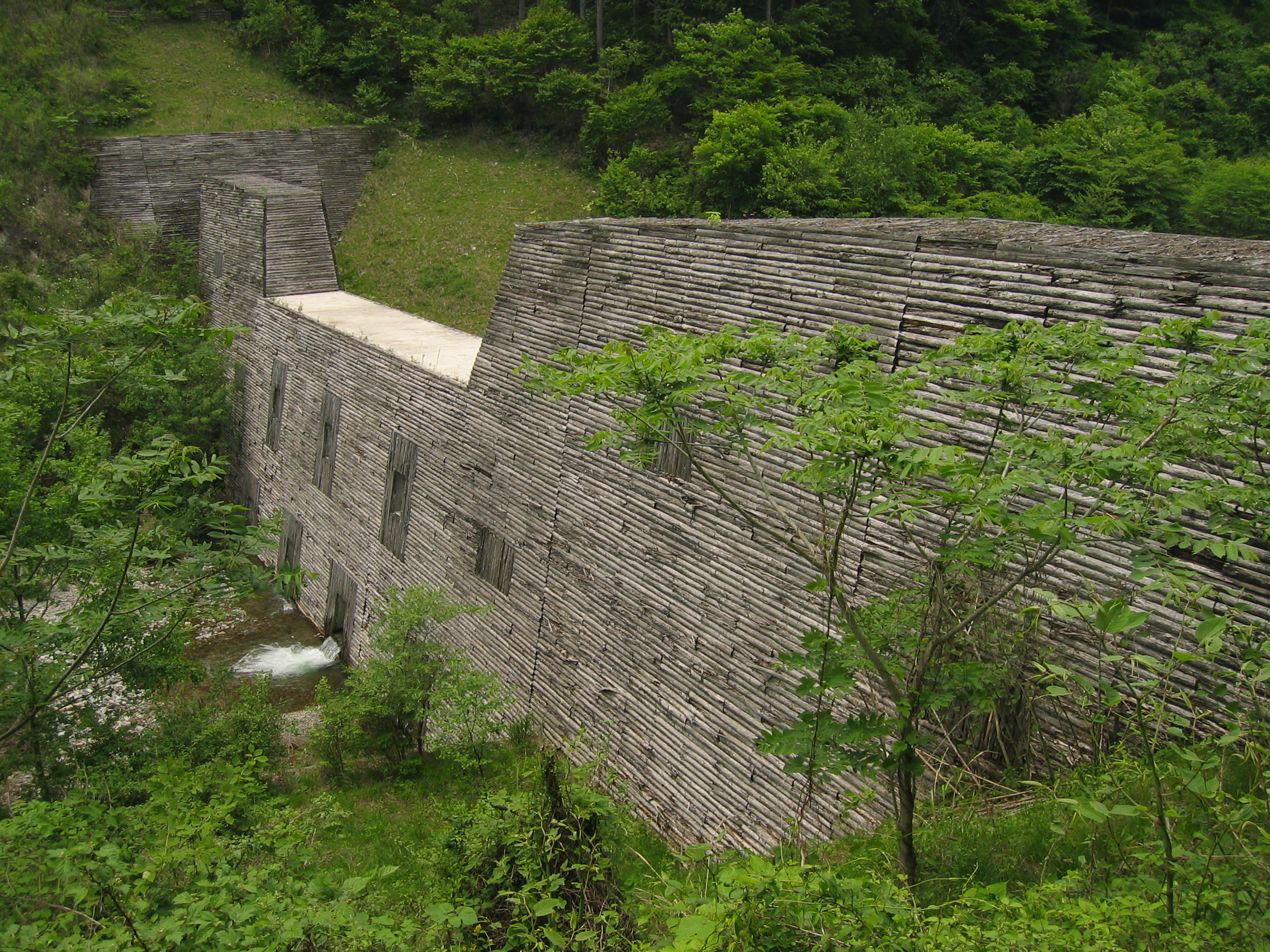
木製残存型枠を使った砂防ダム

### 布製型枠
高強度の合成繊維で編まれた布製型枠（マット）に流動性コンクリートまたはモルタルをポンプで圧入するコンクリート体成型法。鋼製や木製に比べ、現場の状況・地形に柔軟に応じたマットが作成でき、複雑な地形や災害復旧などにも適している。少人数・短期間で工事が出来、水中での加工も可能。

### 化粧型枠
鋼板や合板など素材で分類した型枠の種類ではなく、コンクリート表面に模様をつける目的で表面を加工した型枠のこと。景観や生態系上の配慮からコンクリート表面に凹凸を付ける際に用いられる。素材は、ウレタンフォームなど可塑性のものや金型で加工された鋼板などで作られている。